# Maelduin
Maelduin (altirisch Máel Dúin mac Conaill) († 688) war in den Jahren 673 bis 688 König des irisch-schottischen Reiches Dalriada.

## Leben
Maelduin war Sohn des Königs Conall Crandomna und folgte dessen Nachfolger Domangart mac Domnall als König nach. Am Ende seiner Regierungszeit standen die Skoten und Pikten nicht mehr unter der Herrschaft von Northumbria. Die Pikten hatten im Jahr 685 unter der Führung ihres Königs Bridei mac Bili bei Dunnichen einen Sieg über die Truppen des northumbrischen Königs Ecgfrith errungen, bei dem dieser getötet wurde.